# Setareh Maleki
Setareh Maleki (persisch ستاره ملکی; * 12. Oktober 1992 in Teheran) ist eine iranische Schauspielerin.

## Leben und Karriere
Maleki wurde am 12. Oktober 1992 in Teheran geboren. Ihr Debüt gab sie 2013 in dem Film Trapped. Anschließend war sie 2021 in der Webserie Happiness zu sehen. 2023 trat sie in Cafe auf. Ihren Durchbruch erlangte sie durch ihre Rolle in Die Saat des heiligen Feigenbaums. Im selben Jahr spielte sie in dem Kurzfilm Bitter Chocolate mit.

## Filmografie
Filme
- 2013: Trapped
- 2023: Cafe
- 2024: Die Saat des heiligen Feigenbaums
- 2024: Bitter Chocolate

Serien
- 2021: Happiness